# TER Llenguadoc Rosselló
TER Llenguadoc Rosselló o senzillament TER Llenguadoc (en francès, TER Languedoc Rousillon) era part de la xarxa estatal de trens i autocars transport express régional, pertanyent a SNCF. Era l'ens de transport públic que regía els trens i autobusos de la regió francesa de Llenguadoc Rosselló des de l'1 de gener del 2002. La fusió de les regions de Migdia Pirineus i Llenguadoc Rosselló donant com a resultat la regió d'Occitània, suposaren la unió de TER Migdia Pirineus i TER Llenguadoc creant TER d'Occitània l'1 de juliol del 2017.

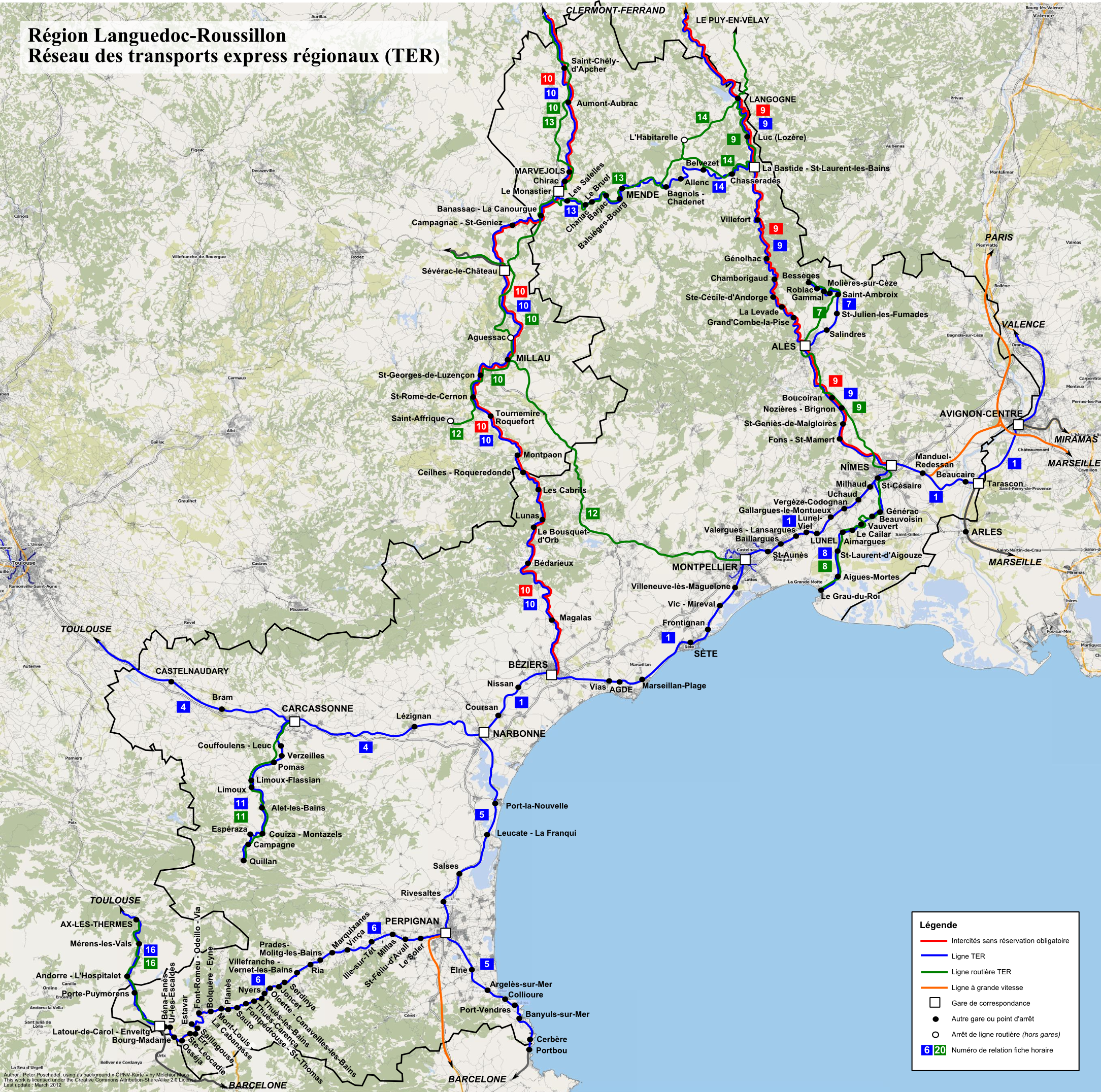
Mapa de TER a Llenguadoc-Roselló

## Línies ferroviàries

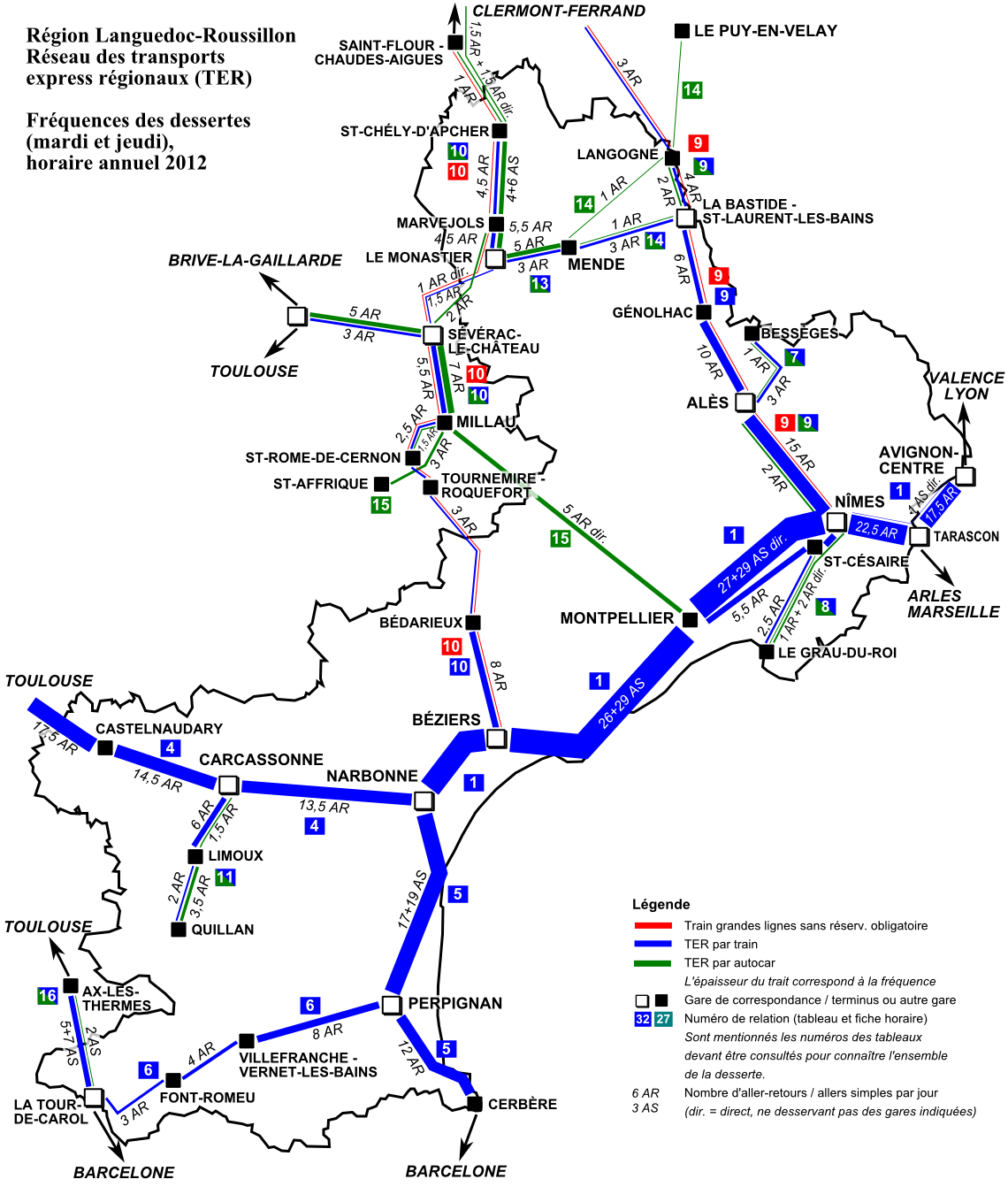
Nombre de circulacios diàries de les línies de TER Llenguadoc Rosselló.

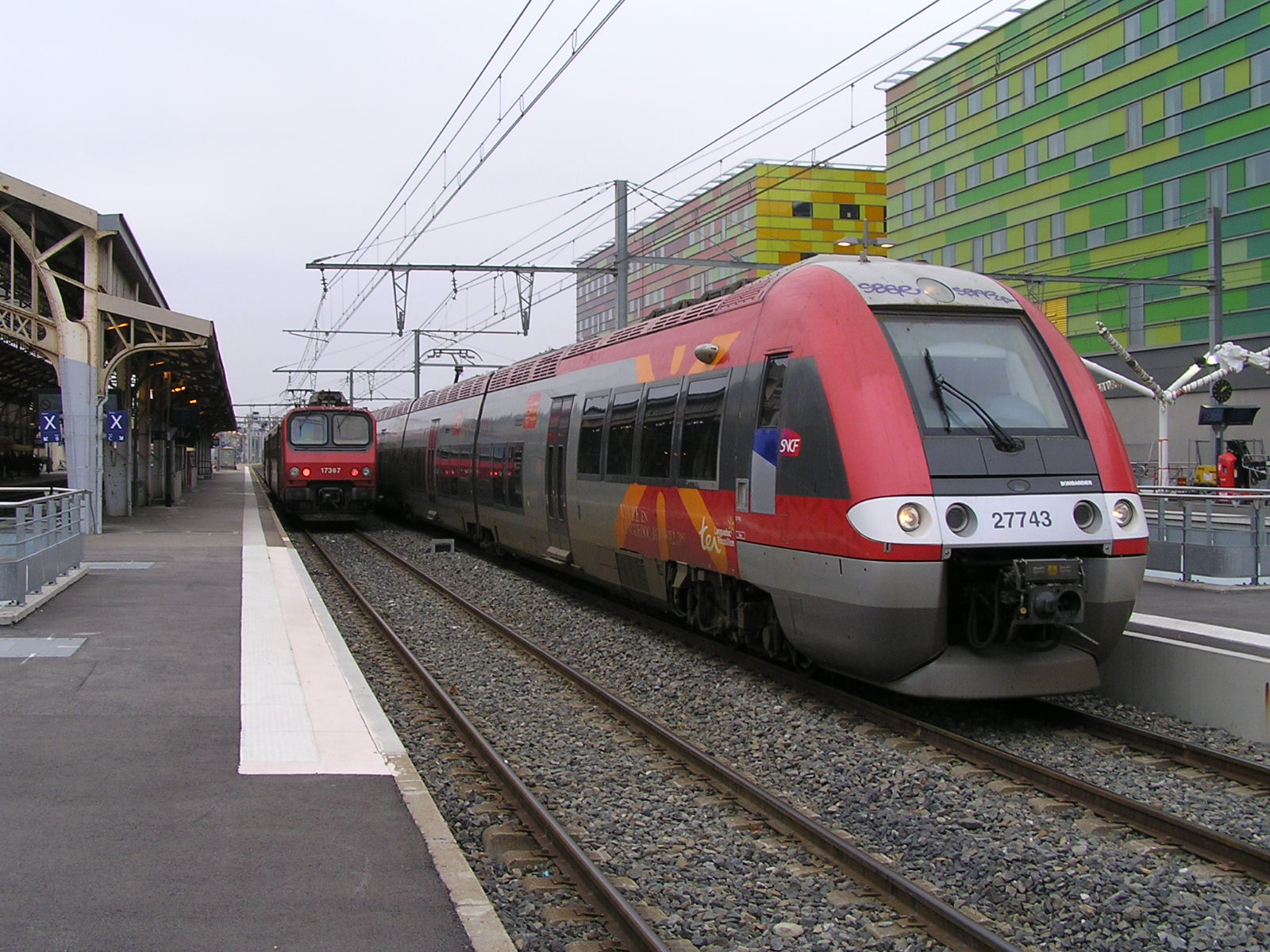
Tren procedent de Portbou, a l'estació de Perpinyà direcció Narbona de la línia 5.

| Línia | Origen                          | Recorregut                                  | Destinació                              | Longitud          | Estacions | Temps         |
| 1     | Avinyó-centre                   | - Nimes - Montpeller - Besiers -            | Narbona                                 | 195,8 km          | 27        | 2h 10m        |
| 4     | Narbona                         | - Carcassonna -                             | Tolosa-Matiabau                         | 149,7 km          | 17        | 1h 33m        |
| 5     | Narbona                         | - Perpinyà - Portvendres -                  | Cervera                                 | 102,6 km          | 12        | 1h 25m        |
| 6     | Perpinyà Vilafranca de Conflent | - Illa - - Font Romeu - La Guingueta d'Ix - | Vilafranca de Conflent La Tor de Querol | 45,6 km 62,6 km   | 10 22     | 50m 2h 00m    |
| 8     | Nimes                           | - Vauvert - Aigues Mortes -                 | Le Grau-du-roi                          | 45,2 km           | 10        | 54m           |
| 9     | Nimes                           | - La Bastida -                              | Clermont-Ferrand                        | 304,3 km          | 26        | 5h 15m        |
| 10    | Millau Besiers                  | - Maruèjols - - Bedarius -                  | Sench Ale dels Archièrs Millau          | 159,2 km 117,7 km | 9 12      | 1h 50m 1h 50m |
| 11    | Carcassona                      | - Llemotges -                               | Quilhan                                 | 54,3 km           | 11        | 1h 09m        |
| 13    | Maruèjols                       | - Chanac -                                  | Mende                                   | 29,6 km           | 9         | 48m           |
| 14    | La Bastida                      | - Banhòu -                                  | Mende                                   | 47,8 km           | 6         | 1h 07m        |
| 15    | Tolosa-Matabiau                 | - Foix - Acs -                              | La Tor de Querol                        | 163 km            | 20        | 2h 59m        |

### Llista d'estacions principals

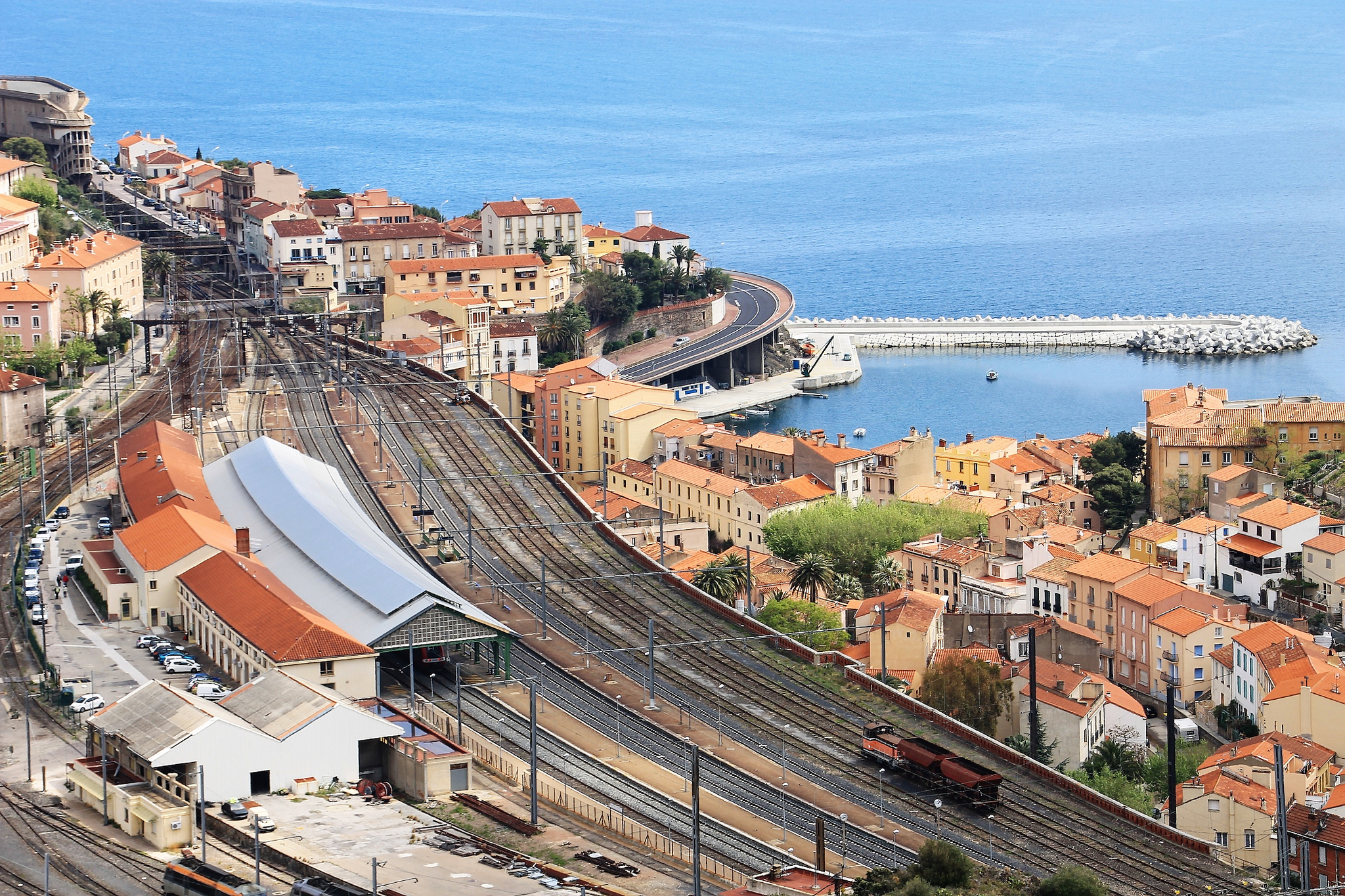
Estació internacional de Cervera.

- Estació d'Avinyó-Centre
- Estació de Besiers
- Estació de Carcassona
- Estació de Mende
- Estació de Montpeller Saint-Roch
- Estació de Narbona
- Estació de Nimes
- Estació de Perpinyà

### Línies a la Catalunya Nord i connexions transfrontareres

#### línia 5
Narbona-Perpinyà-Cervera
La lina 5 amb origen Narbona passant per Perpinyà fins a Cervera de la Marenda. Aquesta línia enllaça a Portbou amb la línia R11 passant per Figueres, Girona i arriba fins a Barcelona

#### línia 6
Perpinyà-Vilafranca de Conflent-La Tor de Querol.
La línia 6 amb origen a Perpinyà i destinació a Vilafranca de Conflent, continua amb transbordament com al Tren Groc fins a la Tor de Querol on té connexió amb la línia de mitjana distància R3 entre Puigcerdà i Barcelona.

## Línies d'autocar TER

### Línia 9
Montpeller-Sant Africa